# Джефферсон, Кори
Кори Джефферсон (англ. Cory Jefferson; род. 26 декабря 1990, Такома, Вашингтон) — американский баскетболист, играющий на позиции тяжёлого форварда.

## Средняя школа
Кори Джефферсон учился в средней школе Киллин в Киллине. В сезоне 2006/2007 он в среднем за игру набирал 13,5 очков, делал 10,5 подборов и 5,1 блок-шотов. В сезоне 2008/2009 Кори среднем за игру набирал 19,5 очков, делал 6,2 подборов. В составе баскетбольной команды Киллина он четыре года подряд становился чемпионом.

## Студенческая карьера
В сезоне 2009/2010 Кори Джефферсон сыграл 21 игру за «Бэйлор Беарз», ни разу не выходил в стартовой пятерке и проводил на площадке в среднем 4,6 минуты. Он в среднем за игру набирал 1,3 очка и делал 1,2 подбора.
Кори Джефферсон пропустил сезон 2010/2011.
В сезоне 2011/2012 Кори Джефферсон сыграл 34 игры, 1 раз выходил в стартовой пятерке и проводил на площадке в среднем 10,5 минуты. Он в среднем за игру набирал 3,6 очка, делал 2,6 подборов и 1,2 блок-шота.
В сезоне 2012/2013 Кори Джефферсон сыграл 37 игр все в стартовой пятерке и проводил на площадке в среднем 27,9 минуты. Он в среднем за игру набирал 13,3 очков, делал 8,0 подборов и 1,9 блок-шотов.
В сезоне 2013/2014 Кори Джефферсон сыграл 38 игр все в стартовой пятерке и проводил на площадке в среднем 29,0 минут. Он в среднем за игру набирал 13,7 очков, делал 8,2 подбора и 1,3 блок-шота. Кори Джефферсон был включен в третью сборную All-Big 12.

## Профессиональная карьера

### Бруклин Нетс (2014—2015)
На драфте НБА 2014 года Кори Джефферсон был выбран в 2-м раунде под 60-м номером командой «Сан-Антонио Спёрс». Права с драфта на Кори Джефферсона были обменяны «Сан-Антонио» через «Филадельфию» в «Бруклин Нетс». В летней лиге НБА 2014 года в Орландо он будет играть за «Нетс». 23 июля 2014 «Бруклин Нетс» подписали с Кори Джефферсоном многолетний контракт. С 1 по 8 января выступал в команде лиги развития «Мэн Ред Клоз».
Летом 2015 года играл в Летней лиге НБА за «Бруклин».13 июля 2015 года был отчислен из состава «Нетс».

### Финикс Санз (2015—2016)
16 сентября 2015 года Кори Джефферсон подписал с «Финикс Санз» однолетний негарантированный контракт. Он дебютировал за новый клуб 14 ноября 2015 года в победном матче против Денвер Наггетс, в котором набрал 2 очка и сделал 2 подбора. 7 января 2016 года «Финикс Санз» отчислили Кори Джефферсона.
20 января 2016 года Джефферсон подписал контракт с фарм-клубом «Финикс Санз» в Д-Лиге «Бейкерсфилд Джэм». Уже на следующий день он подписал десятидневный контракт с «Финикс Санз». После того, как этот контракт закончился «Санз» решили не подписывать с ним полноценный контракт.

### Остин Спёрс (2016—2017)
В июле 2016 года Джефферсон присоединился к клубу «Кливленд Кавальерс» для участия в Летней лиге НБА 2016 года. 26 сентября 2016 года Джефферсон подписал негарантированный контракт с «Кавальерс», но 20 октября был отчислен после участия в шести предсезонных играх. 12 ноября 2016 года Джефферсон присоединился к команде «Остин Спёрс» из Джи-Лиги НБА. 6 февраля 2017 года Джефферсон был включен в состав команды всех звезд Западной конференции для участия в Игре всех звезд Джи-Лиги НБА 2017 года.

### Филиппины (2017)
В марте 2017 года Джефферсон подписал контракт с командой «Аляска Эйсез» на Кубок комиссара ПБА 2017 года.

### Олимпия (2017—2018)
16 июля 2017 года Джефферсон подписал контракт с клубом «Олимпия» из чемпионата Италии по баскетболу и Евролиги. 2 февраля 2018 года «Олимпия» расторгла контракт с Джефферсоном.

### Техас Лэджендс (2018)
22 февраля 2018 года «Техас Лэджендс» приобрели права на Джефферсона у «Агуа Калиенте Клипперс» в обмен на выбор 4-го раунда драфта Джи-Лиги НБА 2018 года и прав на Кэмерона Айерса.

### Дарюшшафака (2018)
13 июля 2018 года Джефферсон подписал контракт с турецкой командой «Дарюшшафака» из Евролиги. 18 августа 2018 года «Дарюшшафака» аннулировала контракт с Джефферсоном после того, как он не прошел медицинское обследование.

### Делавэр Блю Коатс (2018—2019)
12 октября 2018 года Джефферсон был подписан командой «Филадельфия Севенти Сиксерс». На следующий день он был отчислен. Джефферсон присоединился к «Делавэр Блю Коатс» для участия в тренировочном лагере.

### Гуанчжоу Лунг Лайонс (2019)
16 января 2019 года Джефферсон подписал контракт с китайским клубом «Гуанчжоу Лунг Лайонс». В тот же день Джефферсон дебютировал за «Лунг Лайонс», набрав 17 очков, шесть подборов и блок в победе над «Бейконг Флай Драгонз». 11 февраля 2019 года Джефферсон покинул состав «Лунг Лайонс» после того, как его место в квоте легионеров занял Лоренцо Браун.

### Гран Канария (2019)
22 февраля 2019 года команда «Гран-Канария» из чемпионата Испании по баскетболу объявила о подписании Джефферсона. 9 апреля 2019 года «Гран-Канария» расторгла контракт с игроком после 6 игр.

### Атлетикос де Сан-Херман (2020)
22 февраля 2020 года Джефферсон подписал контракт с «Атлетикос де Сан-Херман» из пуэрториканской лиги.
27 мая 2021 года Джефферсон попробовал свои силы в отборочных играх лиги BIG3 в Далласе и попал в пятерку финалистов, которые отправились на драфт лиги в Лас-Вегасе.

## Статистика

### Статистика в НБА
| Сезон                                                                                    | Команда | Регулярный сезон | Регулярный сезон | Регулярный сезон | Регулярный сезон | Регулярный сезон | Регулярный сезон | Регулярный сезон | Регулярный сезон | Регулярный сезон | Регулярный сезон | Регулярный сезон | Серия плей-офф | Серия плей-офф | Серия плей-офф | Серия плей-офф | Серия плей-офф | Серия плей-офф | Серия плей-офф | Серия плей-офф | Серия плей-офф | Серия плей-офф | Серия плей-офф |
| Сезон                                                                                    | Команда | GP               | GS               | MPG              | FG%              | 3P%              | FT%              | RPG              | APG              | SPG              | BPG              | PPG              | GP             | GS             | MPG            | FG%            | 3P%            | FT%            | RPG            | APG            | SPG            | BPG            | PPG            |
| ---------------------------------------------------------------------------------------- | ------- | ---------------- | ---------------- | ---------------- | ---------------- | ---------------- | ---------------- | ---------------- | ---------------- | ---------------- | ---------------- | ---------------- | -------------- | -------------- | -------------- | -------------- | -------------- | -------------- | -------------- | -------------- | -------------- | -------------- | -------------- |
| 2014/15                                                                                  | Бруклин | 50               | 1                | 10,6             | 44,9             | 13,3             | 57,4             | 2,9              | 0,3              | 0,2              | 0,4              | 3,7              | Не участвовал  | Не участвовал  | Не участвовал  | Не участвовал  | Не участвовал  | Не участвовал  | Не участвовал  | Не участвовал  | Не участвовал  | Не участвовал  | Не участвовал  |
| 2015/16                                                                                  | Финикс  | 8                | 0                | 6,3              | 40,9             | 0,0              | 66,7             | 2,0              | 0,0              | 0,0              | 0,1              | 2,8              | Не участвовал  | Не участвовал  | Не участвовал  | Не участвовал  | Не участвовал  | Не участвовал  | Не участвовал  | Не участвовал  | Не участвовал  | Не участвовал  | Не участвовал  |
|                                                                                          | Всего   | 58               | 1                | 10,0             | 44,4             | 12,5             | 58,3             | 2,8              | 0,3              | 0,2              | 0,4              | 3,5              | Не участвовал  | Не участвовал  | Не участвовал  | Не участвовал  | Не участвовал  | Не участвовал  | Не участвовал  | Не участвовал  | Не участвовал  | Не участвовал  | Не участвовал  |
| Наведите курсор мыши на аббревиатуры в заголовке таблицы, чтобы прочесть их расшифровку. |         |                  |                  |                  |                  |                  |                  |                  |                  |                  |                  |                  |                |                |                |                |                |                |                |                |                |                |                |

### Статистика в Джи-Лиге
| Сезон                                                                                    | Команда           | Регулярный сезон | Регулярный сезон | Регулярный сезон | Регулярный сезон | Регулярный сезон | Регулярный сезон | Регулярный сезон | Регулярный сезон | Регулярный сезон | Регулярный сезон | Регулярный сезон | Серия плей-офф | Серия плей-офф | Серия плей-офф | Серия плей-офф | Серия плей-офф | Серия плей-офф | Серия плей-офф | Серия плей-офф | Серия плей-офф | Серия плей-офф | Серия плей-офф |
| Сезон                                                                                    | Команда           | GP               | GS               | MPG              | FG%              | 3P%              | FT%              | RPG              | APG              | SPG              | BPG              | PPG              | GP             | GS             | MPG            | FG%            | 3P%            | FT%            | RPG            | APG            | SPG            | BPG            | PPG            |
| ---------------------------------------------------------------------------------------- | ----------------- | ---------------- | ---------------- | ---------------- | ---------------- | ---------------- | ---------------- | ---------------- | ---------------- | ---------------- | ---------------- | ---------------- | -------------- | -------------- | -------------- | -------------- | -------------- | -------------- | -------------- | -------------- | -------------- | -------------- | -------------- |
| 2014/15                                                                                  | Мэн Ред Клоз      | 2                | 0                | 24,4             | 61,5             | 100,0            | 60,0             | 10,0             | 0,0              | 0,5              | 3,0              | 10,5             | Не участвовал  | Не участвовал  | Не участвовал  | Не участвовал  | Не участвовал  | Не участвовал  | Не участвовал  | Не участвовал  | Не участвовал  | Не участвовал  | Не участвовал  |
| 2015/16                                                                                  | Бейкерсфилд Джэм  | 19               | 19               | 33,3             | 50,4             | 40,0             | 76,7             | 9,8              | 1,4              | 0,6              | 1,0              | 17,3             | Не участвовал  | Не участвовал  | Не участвовал  | Не участвовал  | Не участвовал  | Не участвовал  | Не участвовал  | Не участвовал  | Не участвовал  | Не участвовал  | Не участвовал  |
| 2016/17                                                                                  | Остин Спёрс       | 42               | 36               | 28,3             | 47,5             | 38,4             | 81,4             | 8,4              | 1,0              | 0,7              | 0,8              | 15,8             | Не участвовал  | Не участвовал  | Не участвовал  | Не участвовал  | Не участвовал  | Не участвовал  | Не участвовал  | Не участвовал  | Не участвовал  | Не участвовал  | Не участвовал  |
| 2017/18                                                                                  | Техас Лэджендс    | 10               | 5                | 23,4             | 50,0             | 40,6             | 71,4             | 5,4              | 1,2              | 0,3              | 1,1              | 12,6             | 1              | 1              | 36,7           | 37,5           | 33,3           | 50,0           | 8,0            | 1,0            | 1,0            | 1,0            | 16,0           |
| 2018/19                                                                                  | Делавэр Блю Коатс | 22               | 17               | 24,0             | 38,8             | 33,3             | 68,6             | 5,0              | 0,9              | 0,3              | 0,6              | 9,2              | Не участвовал  | Не участвовал  | Не участвовал  | Не участвовал  | Не участвовал  | Не участвовал  | Не участвовал  | Не участвовал  | Не участвовал  | Не участвовал  | Не участвовал  |
|                                                                                          | Всего             | 95               | 77               | 27,7             | 47,2             | 37,4             | 77,6             | 7,6              | 1,1              | 0,5              | 0,9              | 14,1             | 1              | 1              | 36,7           | 37,5           | 33,3           | 50,0           | 8,0            | 1,0            | 1,0            | 1,0            | 16,0           |
| Наведите курсор мыши на аббревиатуры в заголовке таблицы, чтобы прочесть их расшифровку. |                   |                  |                  |                  |                  |                  |                  |                  |                  |                  |                  |                  |                |                |                |                |                |                |                |                |                |                |                |

### Статистика в колледже
| Сезон                                                                                   | Команда | GP  | GS | MPG  | FG%  | 3P%  | FT%  | RPG | APG | SPG | BPG | PPG  |  |
| --------------------------------------------------------------------------------------- | ------- | --- | -- | ---- | ---- | ---- | ---- | --- | --- | --- | --- | ---- |  |
| 2009/10                                                                                 | Бэйлор  | 21  | 0  | 4,7  | 39,1 | 0,0  | 69,2 | 1,2 | 0,0 | 0,1 | 0,2 | 1,3  |  |
| 2010/11                                                                                 | Бэйлор  |     |    |      |      |      |      |     |     |     |     |      |  |
| 2011/12                                                                                 | Бэйлор  | 34  | 1  | 10,5 | 52,2 | 0,0  | 60,0 | 2,6 | 0,1 | 0,2 | 1,2 | 3,6  |  |
| 2012/13                                                                                 | Бэйлор  | 37  | 37 | 27,9 | 61,0 | 33,3 | 70,4 | 8,0 | 0,3 | 0,5 | 1,9 | 13,3 |  |
| 2013/14                                                                                 | Бэйлор  | 38  | 38 | 29,0 | 50,0 | 36,8 | 64,0 | 8,2 | 1,0 | 0,4 | 1,3 | 13,7 |  |
|                                                                                         | Всего   | 130 | 76 | 19,9 | 54,3 | 34,0 | 66,0 | 5,6 | 0,4 | 0,3 | 1,3 | 8,9  |  |
| Наведите курсор мыши на аббревиатуры в заголовке таблицы, чтобы прочесть их расшифровку |         |     |    |      |      |      |      |     |     |     |     |      |  |

### Статистика в других лигах
| Сезон | Команда                 | Лига                  | GP | GS | MPG  | FG%  | 3P%  | FT%   | RPG  | APG | SPG | BPG | PFL | TOV | PPG  |
| --- | ----------------------- | --------------------- | -- | -- | ---- | ---- | ---- | ----- | ---- | --- | --- | --- | --- | --- | ---- |
| 2016/17 | Аляска Эйсес            | Чемпионат Филиппин    | 11 | 11 | 38,4 | 51,8 | 46,6 | 69,1  | 13,6 | 1,8 | 0,7 | 1,8 | 2,8 | 3,4 | 29,5 |
| 2017/18 | Все клубы               | Все лиги              | 20 | 9  | 10,9 | 41,7 | 24,0 | 56,3  | 1,7  | 0,2 | 0,1 | 0,1 | 1,5 | 0,4 | 3,3  |
| 2017/18 | Олимпия (Милан)         | Евролига              | 13 | 8  | 11,5 | 41,5 | 25,0 | 58,3  | 1,3  | 0,3 | 0,1 | 0,1 | 1,5 | 0,3 | 3,5  |
| 2017/18 | Олимпия (Милан)         | Чемпионат Италии      | 7  | 1  | 9,9  | 42,1 | 22,2 | 50,0  | 2,3  | 0,0 | 0,0 | 0,0 | 1,3 | 0,6 | 2,9  |
| 2018/19 | Все клубы               | Все лиги              | 14 | 0  | 20,8 | 45,1 | 44,6 | 62,5  | 4,3  | 0,4 | 0,4 | 0,2 | 1,9 | 0,7 | 10,5 |
| 2018/19 | Гуанчжоу Лунг Лайонс    | КБА                   | 8  | 0  | 27,0 | 47,1 | 48,7 | 62,1  | 5,9  | 0,5 | 0,8 | 0,3 | 2,3 | 1,0 | 14,6 |
| 2018/19 | Гран-Канария            | Евролига              | 5  | 0  | 12,7 | 31,8 | 25,0 | 0,0   | 2,4  | 0,2 | 0,0 | 0,2 | 1,4 | 0,2 | 3,4  |
| 2018/19 | Гран-Канария            | Чемпионат Испании     | 1  | 0  | 12,2 | 66,7 | 60,0 | 100,0 | 1,0  | 0,0 | 0,0 | 0,0 | 2,0 | 1,0 | 13,0 |
| 2019/20 | Атлетикос де Сан-Херман | Чемпионат Пуэрто-Рико | 5  | 5  | 29,5 | 39,0 | 44,0 | 42,9  | 5,2  | 0,4 | 1,0 | 0,6 | 2,4 | 0,8 | 10,4 |
| Всего | Всего                   | Всего                 | 50 | 25 | 21,6 | 47,5 | 42,5 | 62,7  | 5,4  | 0,6 | 0,4 | 0,5 | 2,0 | 1,2 | 11,8 |
| В Евролиге | В Евролиге              | В Евролиге            | 18 | 8  | 11,8 | 38,1 | 25,0 | 53,8  | 1,6  | 0,3 | 0,1 | 0,1 | 1,5 | 0,3 | 3,4  |
| Наведите курсор мыши на аббревиатуры в заголовке таблицы, чтобы прочесть их расшифровку Статистика приведена с сайта basketball.realgm.com |                         |                       |    |    |      |      |      |       |      |     |     |     |     |     |      |